# Бухарская область
Буха́рская о́бласть (вилоя́т; узб. Buxoro viloyati / Бухоро вилояти) — административная единица Узбекистана. Административный центр — город Бухара.

## История
Бухарская область была образована 15 января 1938 года. К концу года она включала Сурхан-Дарьинский округ, Бешкентский, Бухарский, Вабкентский, Гиждуванский, Гузарский, Дехканабадский, Каганский, Камашинский, Каракульский, Каршинский, Касанский, Кенимехский, Кермининский, Кзыл-Тепинский, Китабский, Ромитанский, Свердловский, Чиракчинский, Шафирканский, Шахрисябзский, Яккабагский районы и города областного подчинения Бухара, Гиждуван, Каган, Карши и Шахрисябз.
6 марта 1941 года Сурхан-Дарьинский округ был выведен из состава Бухарской области и преобразован в Сурхандарьинскую область.
20 января 1943 года в новую Кашкадарьинскую область из Бухарской были переданы Бешкентский, Гузарский, Дехканабадский, Камашинский, Каршинский, Касанский, Китабский, Чиракчинский, Шахрисябзский, Яккабагский районы и города Карши и Шахрисябз. 13 февраля 1943 года был образован Алатский район, а 2 августа 1943 года из Каракалпакской АССР в Бухарскую область был передан Тамдынский район.
15 апреля 1950 года был образован Пешкунский район, 16 апреля 1952 года — Гала-Ассийский район.
22 сентября 1958 года Кермининский район был переименован в Навоийский. 
В 1959 году были упразднены Гала-Ассийский, Пешкунский (19.03.1969) и Алатский (09.12.1959) районы.
В декабре 1962 года были упразднены Каганский, Кенимехский, Кзыл-Тепинский, Свердловский и Шафирканский районы.
31 декабря 1964 года был образован Каганский район, в 1965 — Канимехский, 9 января 1967 года — Свердловский, в 1968 — Шафирканский, в 1970 — Кызылтепинский, 1973 — Алатский, в 1978 — Пешкунский, 12 марта 1980 года — Навбахорский, в 1982 — Газлийский и Учкудукский. В 1972 статус города областного подчинения получил Зерафшан, а в 1978 — Учкудук.
20 апреля 1982 года из Бухарской области была выделена Навоийская область, к которой отошли Канимехский, Кызылтепинский, Навбахорский, Навоийский, Тамдынский и Учкудукский районы, а также города Зерафшан и Учкудук.
В 1984 году был упразднён Газлийский район.

## География
Площадь области — 40 220 км². Находится на юго-западе Узбекистана. Граничит с Туркменистаном, Хорезмской, Навоийской и Кашкадарьинской областями, а также с Суверенной Республикой Каракалпакстан.
Территория области — пустынная равнина с отдельными возвышенностями. Более 90 % площади занимают пески пустыни Кызылкум.
Только на юге в низовьях Зеравшана находятся небольшие орошаемые оазисы — Гиждуванский, Бухарский и Каракульский.

## Климат
Климат — пустынный, резко континентальный. Зима очень суровая, лето жаркое и сухое.
Водные ресурсы ограничены. Основные реки — Заравшан и Амударья, от которой к орошаемым оазисам проведены Аму-Бухарский и Аму-Каракульский машинные каналы.

## История населения
Бухарская область населена разными народами: узбеками, таджиками, арабами, туркменами, казахами, иранцами и др. Российский посланник И.В. Виткевич, побывавший в Бухаре в 1836 году, писал, что «в Бухаре можно найти жителей целого Узбекистана или Турана». По данным Е. К. Мейендорфа, в 1820 году в Бухарском эмирате из 2,5 миллионного населения страны 1,1 миллиона составляли узбеки.
По состоянию на 1 января 2024 года, население Бухарской области насчитывало 2,044,000 человек — это 9-е место (из 14) среди регионов Узбекистана. Население сельской местности составляло 62 %, а городов — 38 %.

### Национальный состав
Национальный состав населения Бухарской области Узбекистана на 2021 год:
В списке указаны народы, численность которых в этой области превышает 500 человек.
- Узбеки — 1801896 или 92,54 %
- Таджики — 60898 или 3,13 %
- Русские — 24978 или 1,28 %
- Казахи — 16510 или 0,85 %
- Туркмены — 11633 или 0,60 %
- Татары (в осн. поволжские) — 4905 или 0,25 %
- Цыгане (в осн. люли)  — 3391 или 0,17 %
- Украинцы — 2585 или 0,13 %
- Азербайджанцы — 2144 или 0,11 %
- Корейцы — 1778 или 0,09 %
- Евреи (в осн. среднеазиатские евреи) — 1044 или 0,05 %
- Армяне — 944 или 0,05 %
- Каракалпаки — 932 или 0,05 %
- Белорусы — 763 или 0,04 %
- Немцы — 533 или 0,03 %
- Киргизы — 98 или 0,01 %
- Другие народы — 11955 или 0,61 %

## Административно-территориальное деление

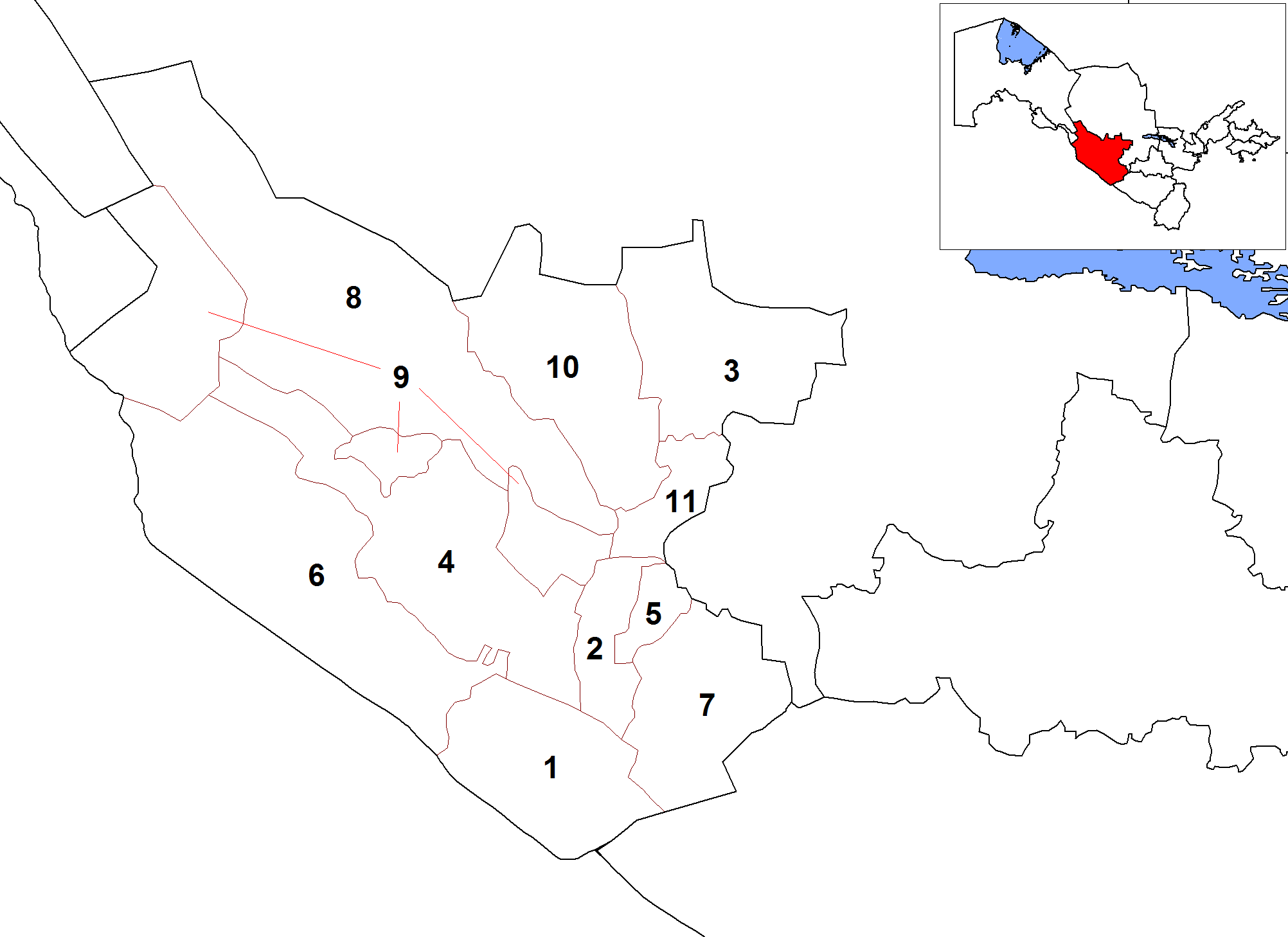
Административно-территориальное деление Бухарской области.

Бухарская область состоит из 11 туманов (районов):
1. Алатский район (центр — Алат),
2. Бухарский район (центр — Галаасия),
3. Гиждуванский район (центр — Гиждуван),
4. Жондорский район (центр — Жондор),
5. Каганский район (центр — Каган),
6. Каракульский район (центр — Каракуль),
7. Караулбазарский район (центр — Караулбазар),
8. Пешкунский район (центр — Янгибазар),
9. Ромитанский район (центр — Ромитан),
10. Шафирканский район (центр — Шафиркан),
11. Вабкентский район (центр — Вабкент).

Административный центр области — город Бухара является самым крупным городом области (более 264 000 жителей).
В состав области входят 11 городов, 2 городских посёлка и 107 кишлаков (сёл):
11 городов:
1. Бухара,
2. Алат,
3. Вабкент,
4. Газли,
5. Галаасия,
6. Гиждуван,
7. Каган,
8. Каракуль,
9. Караулбазар,
10. Ромитан,
11. Шафиркан.

2 городских посёлка:
1. Жондор,
2. Зафарабад.

## Экономика
Бухарская область обладает значительными природными ресурсами, особенно природным газом (большая часть запасов республики), нефтью, графитом, бентонитом, мрамором и известняком.
Из промышленности наиболее развита текстильная, существенное место занимает добыча и переработка нефти, природного газа и драгоценных металлов. Также широко распространены традиционные узбекские ремёсла.
В Каракульском районе Бухарской области находится Кандымский газоперерабатывающий комплекс — один из крупнейших объектов газовой промышленности Центральной Азии. Комплекс является проектом российской нефтяной компании «ЛУКОЙЛ» с общими инвестициями 3,5 млрд долларов и обладает мощностью 8,1 млрд м³ газа в год. Пуск комплекса содействует решению задачи, поставленной перед нефтегазовой отраслью правительством Республики Узбекистан в части углубленной переработки природного сырья с применением современных передовых технологий.
В Бухарской области насчитывается 31 месторождение природных минеральных ресурсов, из них на сегодняшний день используются 19 (графита, облицовочного камня, известняка, песка, необходимого для производства силиката, бетона и кирпича).
Основная часть этих месторождений расположена в следующих районах:
- в Алатском (газ и конденсат — 293,8 млрд м³, техническая соль — 100 000 тонн),
- в Караулбазарском (газ — 66 751 млн м³, конденсат — 2 104 000 тонн, нефть — 9 119 000 тонн),
- в Каганском (щебень — 265 000 м³),
- в Шафирканском (раствор щебня — 110 000 м³).

Таким образом, всего по области месторождения гипса составляют 46 300 тонн, известняка — 21,1 млн тонн, кварца — 35,9 млн тонн, графита — 805 900 тонн.
Объём основных минеральных ресурсов Бухарской области
| Наименование ресурсов       | Единица измерения | Количество |
| --------------------------- | ----------------- | ---------- |
| Конденсат газа              | млрд. м³          | 293,8      |
| Газ                         | млрд. м³          | 65,7       |
| Конденсат                   | млн. м³           | 2,1        |
| Нефть                       | тонн              | 9 119 000  |
| Техническая соль            | тонн              | 100 000    |
| Песчано-гравийные материалы | м³                | 265 000    |
| Гравий                      | м³                | 110 000    |
| Известь                     | млн. тонн         | 21,1       |
| Гипс                        | млн. тонн         | 46,3       |
| Графит                      | тонн              | 805 900    |
| Кварц                       | млн. тонн         | 35,9       |

## Туризм

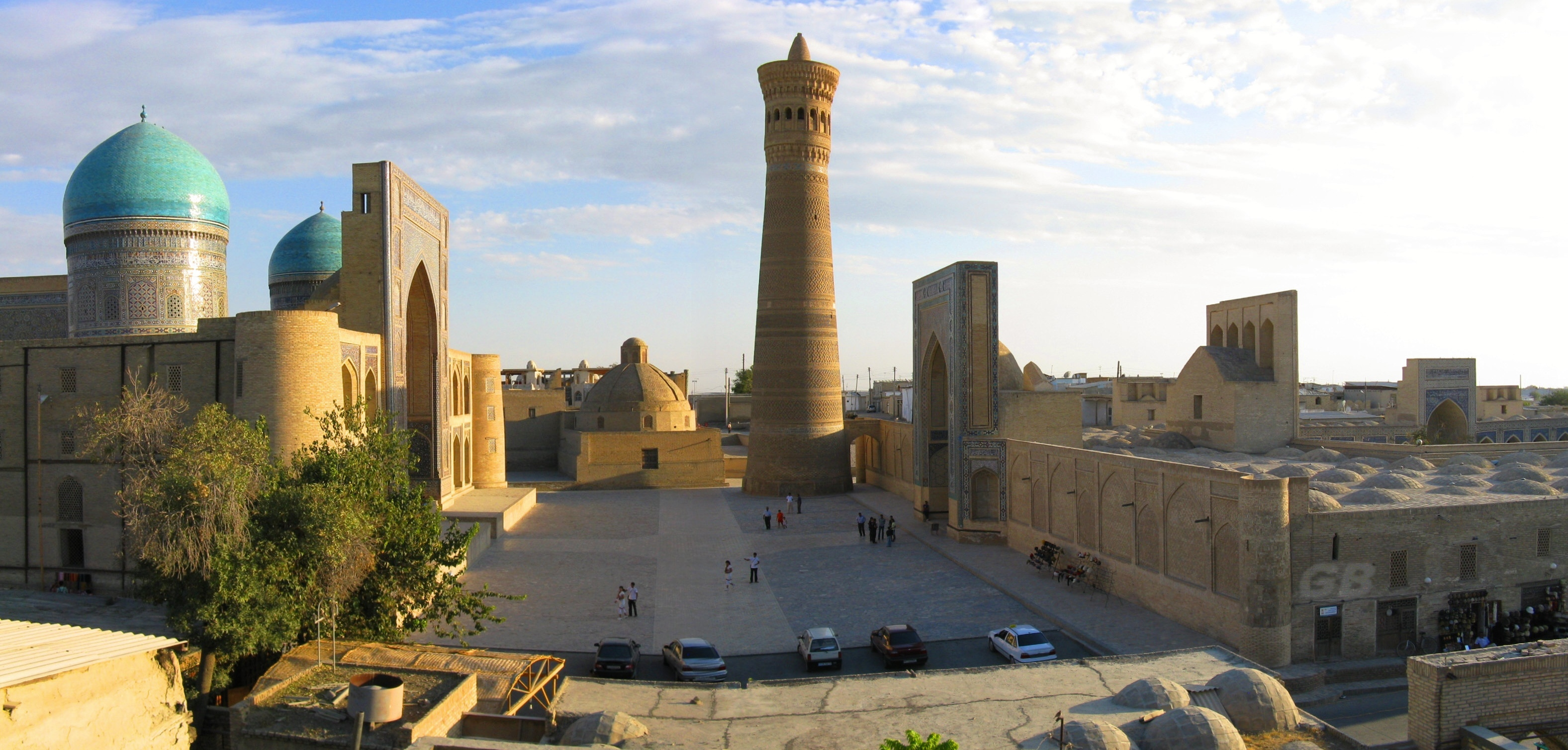
Минарет Калян в Бухаре (XII век).

Старый город Бухары, внесённый в список всемирного наследия ЮНЕСКО, является центром международного туризма. Это город-музей, в котором сохранилось более 170 памятников архитектуры и истории.
Бухарская область во все времена была центром ремесла и знаний. Однако многие медресе не сохранились до наших дней, например Медресе Ахмаджона Постиндоза.